# Église Saint-Louis de Bouillante
L'église Saint-Louis de Bouillante est une église située à Bouillante en Guadeloupe.

## Histoire
En 1664, un premier édifice en bois est signalé. Le premier curé recensé est noté « Messire Pierre Pan ». En 1688, le gouverneur Pierre Hincelin (en) qui relève les églises de la Guadeloupe, note que celle de Bouillante est en maçonnerie, a été construite par les habitants et est mal entretenue, mal couverte et mal carrelée. Mais il ne précise pas s'il s'agit du bâtiment situé dans le centre du bourg ou sur le hameau de Pigeon.
Arrians Van Speigel, un protestant hollandais chassé du Brésil, devenu marguillier, converti au catholicisme, est propriétaire de l' orfèvrerie de l'église à la fin du XVIIe siècle. Le père Labat visite l'église en 1696 et en donne une description avec des dimensions plus larges que celle décrite par Hincelin. Un presbytère se trouve alors sur un morne attenant.
Un cyclone en 1770 endommage fortement l'église qui est détruite par les Anglais en 1782.
Il faut attendre l'ouragan de 1825 pour que les habitants se cotisent  afin de reconstruire l'église à côté des ruines de l'ancienne.
L'église actuelle est ainsi bénie le 27 juillet 1828. Elle est restaurée en 2001.

## Description
Eglise en pierre, elle adopte un plan à nef unique à chevet plat. Elle est couverte par une voûte en lambris.